# Hokej na trawie na Letnich Igrzyskach Olimpijskich 1936
Hokej na trawie na Letnich Igrzyskach Olimpijskich 1936 w Berlinie, został rozegrany w dniach 4 – 15 sierpnia. W turnieju udział wzięło 11 drużyn męskich (kobiety nie startowały). Złoty medal zdobyła reprezentacja Indii, srebro przypadło Niemcom (III Rzeszy), a brąz drużynie Holandii. W zawodach udział wzięło łącznie 11 drużyn (167 laskarzy). Turniej odbył się na stadionie Hockey Stadion (lub Hockey Stadion Field No.2), który stanowił część kompleksu boisk Reichssportfeld umiejscowionego nieopodal Stadionu Olimpijskiego w Berlinie. 

## Rezultaty

### Grupa A
| Drużyna           | Pkt | Mecze | Zwycięstwa | Remisy | Porażki | Strzelone bramki | Stracone bramki |
| ----------------- | --- | ----- | ---------- | ------ | ------- | ---------------- | --------------- |
| Indie Brytyjskie  | 6   | 3     | 3          | 0      | 0       | 20               | 0               |
| Japonia           | 4   | 3     | 2          | 0      | 1       | 8                | 11              |
| Węgry             | 2   | 3     | 1          | 0      | 2       | 4                | 8               |
| Stany Zjednoczone | 0   | 3     | 0          | 0      | 3       | 2                | 15              |

5 sierpnia
| Japonia | 5 – 1 | Stany Zjednoczone |

5 sierpnia
| Indie | 4 – 0 | Węgry |

7 sierpnia
| Indie | 7 – 0 | Stany Zjednoczone |

8 sierpnia
| Japonia | 3 – 1 | Węgry |

10 sierpnia
| Indie | 9 – 0 | Japonia |

10 sierpnia
| Węgry | 3 – 1 | Stany Zjednoczone |

### Grupa B
| Drużyna    | Pkt | Mecze | Zwycięstwa | Remisy | Porażki | +  | -  |
| ---------- | --- | ----- | ---------- | ------ | ------- | -- | -- |
| III Rzesza | 4   | 2     | 2          | 0      | 0       | 10 | 1  |
| Afganistan | 1   | 2     | 0          | 1      | 1       | 7  | 10 |
| Dania      | 1   | 2     | 0          | 1      | 1       | 6  | 12 |

4 sierpnia
| Królestwo Afganistanu | 6 – 6 | Dania |

6 sierpnia
| III Rzesza | 6 – 0 | Dania |

6 sierpnia
| III Rzesza | 4 – 1 | Królestwo Afganistanu |

### Grupa C
| Drużyna    | Pkt | Mecze | Zwycięstwa | Remisy | Porażki | + | - |
| ---------- | --- | ----- | ---------- | ------ | ------- | - | - |
| Holandia   | 5   | 3     | 2          | 1      | 0       | 9 | 4 |
| Francja    | 3   | 3     | 1          | 1      | 1       | 4 | 5 |
| Belgia     | 2   | 3     | 0          | 2      | 1       | 5 | 6 |
| Szwajcaria | 2   | 3     | 1          | 0      | 2       | 3 | 6 |

4 sierpnia
| Francja | 1 – 0 | Szwajcaria |

4 sierpnia
| Belgia | 2 – 2 | Holandia |

6 sierpnia
| Holandia | 4 – 1 | Szwajcaria |

7 sierpnia
| Belgia | 2 – 2 | Francja |

9 sierpnia
| Szwajcaria | 2 – 1 | Belgia |

9 sierpnia
| Holandia | 3 – 1 | Francja |

### Runda pocieszenia
W rundzie pocieszenia znalazły się drużyny, które nie awansowały do półfinałów turnieju. Mecze rundy pocieszenia odbyły się 11 oraz 13 sierpnia.
11 sierpnia
| Królestwo Afganistanu | 4 – 1 | Belgia |

11 sierpnia
| Szwajcaria | 5 – 1 | Dania |

13 sierpnia
| Węgry | 1 – 0 | Belgia |

13 sierpnia
| Królestwo Afganistanu | 3 – 0 | Stany Zjednoczone |

13 sierpnia
| Japonia | 4 – 1 | Dania |

### Półfinały
12 sierpnia
| Indie | 10 – 0 | Francja |

12 sierpnia
| III Rzesza | 3 – 0 | Holandia |

### Mecz o 3. miejsce
14 sierpnia
| Holandia | 4 – 3 | Francja |

### Finał

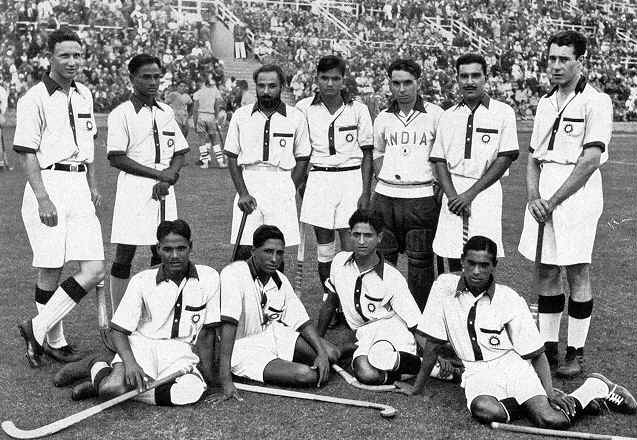
Drużyna Indii podczas turnieju hokeja na trawie na Letnich Igrzyskach Olimpijskich 1936 w Berlinie

15 sierpnia
| Indie | 8 – 1 | III Rzesza |

## Zestawienie końcowe drużyn
| Miejsce | Drużyna           |
| ------- | ----------------- |
|         | Indie             |
|         | III Rzesza        |
|         | Holandia          |
| 4       | Francja           |
| 5       | Szwajcaria        |
| 5       | Afganistan        |
| 5       | Japonia           |
| 5       | Węgry             |
| 5       | Belgia            |
| 5       | Dania             |
| 5       | Stany Zjednoczone |

## Medaliści
Baza medali Międzynarodowego Komitetu Olimpijskiego pokazuje tylko tych zawodników jako medalistów. Wszyscy rozegrali przynajmniej jeden mecz podczas turnieju. Zawodnicy rezerwowi nie są wymienieni jako medaliści.
| | | |
| Indie Richard Allen Dhyan Chand Ali Dara Lionel Emmett Peter Fernandes Joe Galibardy Ernie Goodsir-Cullen Sayed Muhammad Hussain Sayed Jaffar Ahmed Sher Khan Ahsan Muhammad Khan Mirza Nasir-ud-Din Masood Cyril Michie Baburao Nimal Joseph Phillips Shabban Shahab-ud-Din Gurcharan Singh Grewal Roop Singh Carlyle Tapsell | III RzeszaHermann auf der Heide · Ludwig Beisiegel · Erich Cuntz · Karl Dröse · Alfred Gerdes · Werner Hamel · Harald Huffmann · Erwin Keller · Herbert Kemmer · Werner Kubitzki · Paul Mehlitz · Karl Menke · Fritz Messner · Detlef Okrent · Heinrich Peter · Heinz Raack · Carl Ruck · Hans Scherbart · Heinz Schmalix · Tito Warnholtz · Kurt Weiß · Erich Zander | HolandiaErnst van den Berg · Piet Gunning · Ru van der Haar · Inge Heybroek · Tonny van Lierop · Henk de Looper · Jan de Looper · Aat de Roos · Hans Schnitger · René Sparenberg · Rein de Waal · Max Westerkamp |

## Strzelcy bramek
13 bramek

 Dhyan Chand

10 bramek

 Roop Singh

6 bramek

 Kurt Weiß

 Ernst van den Berg

4 bramki

 Henning Holst

 Ernie Goodsir-Cullen

 Ali Dara

 Hans Schnitger

 Claude Soulé

3 bramki

 Mohammad Sultan

 Carlyle Tapsell

 Sayed Jaffar

2 bramki

 Shuja ud-Din

 Henri Delaval

 Paul Delheid

 Béla Háray

 Ludwig Beisiegel

 Erich Cuntz

 René Courvoisier

 Roland Annen

 Walter Scherrer

1 bramka

 Zahir Shah Al-Zadah

 Jacques Rensburg

 Eugène Moreau de Melen

 Gyula Kormos

 Tamás Márffy

 László Cseri

 Werner Hamel

 Fritz Messner

 Paul Mehlitz

 Carl Ruck

 Louis Prahm

 Otto Busch

 Aage Kirkegaard

 Shabban Shahab-ud-Din

 Ru van der Haar

 Piet Gunning

 Aat de Roos

 Horace Disston

 Charles Sheaffer

 Joseph Goubert

 Jean Rouget

 Paul Sartorius

 Adolf Fehr

 Louis Gilliéron

 Takeo Ito